# Fußball-Europameisterschaft der Frauen 2025/Gruppe B
| Pl. | Land     | Sp. | S | U | N | Tore    | Diff. | Punkte |
| --- | -------- | --- | - | - | - | ------- | ----- | ------ |
| 1.  | Spanien  | 3   | 3 | 0 | 0 | 014:300 | +11   | 09     |
| 2.  | Italien  | 3   | 1 | 1 | 1 | 003:400 | −1    | 04     |
| 3.  | Belgien  | 3   | 1 | 0 | 2 | 004:800 | −4    | 03     |
| 4.  | Portugal | 3   | 0 | 1 | 2 | 002:800 | −6    | 01     |

Dieser Artikel umfasst die Spiele der Vorrundengruppe B der Fußball-Europameisterschaft der Frauen 2025 in der Schweiz mit allen statistischen Details.

## Belgien – Italien 0:1 (0:1)
| Belgien                                                 | Belgien | Italien | Italien | Aufstellung                       |
| ------------------------------------------------------- | --- | --- | ------- | --------------------------------- |
| Belgien                                                 | \| 1. Spieltag \| \| 3. Juli 2025 um 18:00 Uhr in Sion (Stade de Tourbillon) \| \| Zuschauer: 7.544 \| \| Schiedsrichterin: Désirée Grundbacher ( Schweiz) (1) \| \| Spielbericht \| | \| 1. Spieltag \| \| 3. Juli 2025 um 18:00 Uhr in Sion (Stade de Tourbillon) \| \| Zuschauer: 7.544 \| \| Schiedsrichterin: Désirée Grundbacher ( Schweiz) (1) \| \| Spielbericht \| | Italien | Aufstellung Belgien gegen Italien |
| Belgien                                                 | Lisa Lichtfus – Jill Janssens (66. Sarah Wijnants), Amber Tysiak, Sari Kees, Janice Cayman, Laura Deloose (87. Ella Van Kerkhoven) – Mariam Toloba (66. Marie Detruyer), Justine Vanhaevermaet (87. Tine De Caigny), Jarne Teulings (75. Elena Dhont), Hannah Eurlings – Tessa Wullaert Cheftrainerin: Elísabet Gunnarsdóttir ( Island) | Laura Giuliani – Martina Lenzini (72. Julie Piga), Cecilia Salvai, Elena Linari, Lucia Di Guglielmo (53. Elisabetta Oliviero) – Sofia Cantore (72. Michela Cambiaghi), Manuela Giugliano (53. Giada Greggi), Emma Severini, Lisa Boattin – Arianna Caruso – Cristiana Girelli Cheftrainer: Andrea Soncin | Italien | Aufstellung Belgien gegen Italien |
| Belgien                                                 | 0:1 Caruso (44.) | | Italien | Aufstellung Belgien gegen Italien |
| Belgien                                                 | Kees (81.) | Lenzini (16.), Di Guglielmo (33.), Cantore (51.) | Italien | Aufstellung Belgien gegen Italien |
| Belgien                                                 | Spieler des Spiels: Arianna Caruso (Italien) | | Italien | Aufstellung Belgien gegen Italien |
| 1. Spieltag                                             | | |         |                                   |
| 3. Juli 2025 um 18:00 Uhr in Sion (Stade de Tourbillon) | | |         |                                   |
| Zuschauer: 7.544                                        | | |         |                                   |
| Schiedsrichterin: Désirée Grundbacher ( Schweiz) (1)    | | |         |                                   |
| Spielbericht                                            | | |         |                                   |

## Spanien – Portugal 5:0 (4:0)
| Spanien                                              | Spanien | Portugal | Portugal | Aufstellung                        |
| ---------------------------------------------------- | --- | --- | -------- | ---------------------------------- |
| Spanien                                              | \| 1. Spieltag \| \| 3. Juli 2025 um 21:00 Uhr in Bern (Stadion Wankdorf) \| \| Zuschauer: 29.520 \| \| Schiedsrichterin: Iuliana Demetrescu ( Rumänien) (2) \| \| Spielbericht \| | \| 1. Spieltag \| \| 3. Juli 2025 um 21:00 Uhr in Bern (Stadion Wankdorf) \| \| Zuschauer: 29.520 \| \| Schiedsrichterin: Iuliana Demetrescu ( Rumänien) (2) \| \| Spielbericht \| | Portugal | Aufstellung Spanien gegen Portugal |
| Spanien                                              | Adriana Nanclares – Ona Batlle (66. Jana Fernández), María Méndez, Laia Aleixandri, Olga Carmona – Vicky López (81. Aitana Bonmatí), Patricia Guijarro, Alexia Putellas – Mariona Caldentey (77. Cristina Martín-Prieto), Esther González (66. Salma Paralluelo), Claudia Pina (46. Athenea del Castillo) Cheftrainerin: Montserrat Tomé | Inês Pereira – Diana Gomes, Carole Costa , Fátima Pinto – Beatriz Fonseca (46. Ana Borges), Andreia Jacinto (46. Ana Seiça), Tatiana Pinto, Catarina Amado – Diana Silva (83. Andreia Faria), Andreia Norton (73. Dolores Silva), Jéssica Silva (68. Ana Capeta) Cheftrainer: Francisco Neto | Portugal | Aufstellung Spanien gegen Portugal |
| Spanien                                              | 1:0 González (2.) 2:0 López (7.) 3:0 Putellas (41.) 4:0 González (43.) 5:0 Martín-Prieto (90.+3') | | Portugal | Aufstellung Spanien gegen Portugal |
| Spanien                                              | Aleixandri (52.) | | Portugal | Aufstellung Spanien gegen Portugal |
| Spanien                                              | 100. Länderspiel von Andreia Norton | | Portugal | Aufstellung Spanien gegen Portugal |
| Spanien                                              | Spieler des Spiels: Alexia Putellas (Spanien) | | Portugal | Aufstellung Spanien gegen Portugal |
| 1. Spieltag                                          | | |          |                                    |
| 3. Juli 2025 um 21:00 Uhr in Bern (Stadion Wankdorf) | | |          |                                    |
| Zuschauer: 29.520                                    | | |          |                                    |
| Schiedsrichterin: Iuliana Demetrescu ( Rumänien) (2) | | |          |                                    |
| Spielbericht                                         | | |          |                                    |

## Spanien – Belgien 6:2 (2:1)
| Spanien                                         | Spanien | Belgien | Belgien | Aufstellung                       |
| ----------------------------------------------- | --- | --- | ------- | --------------------------------- |
| Spanien                                         | \| 2. Spieltag \| \| 7. Juli 2025 um 18:00 Uhr in Thun (Arena Thun) \| \| Zuschauer: 7.961 \| \| Schiedsrichterin: Katalin Kulcsár ( Ungarn) (3) \| \| Spielbericht \| | \| 2. Spieltag \| \| 7. Juli 2025 um 18:00 Uhr in Thun (Arena Thun) \| \| Zuschauer: 7.961 \| \| Schiedsrichterin: Katalin Kulcsár ( Ungarn) (3) \| \| Spielbericht \| | Belgien | Aufstellung Spanien gegen Belgien |
| Spanien                                         | Adriana Nanclares – Ona Batlle, Irene Paredes , Laia Aleixandri, Olga Carmona (86. Leila Ouahabi) – Vicky López (46. Aitana Bonmatí), Patricia Guijarro, Alexia Putellas – Mariona Caldentey (73. Athenea del Castillo), Esther González (73. Cristina Martín-Prieto), Claudia Pina (81. Salma Paralluelo) Cheftrainerin: Montserrat Tomé | Lisa Lichtfus – Jill Janssens, Amber Tysiak, Sari Kees, Janice Cayman, Laura Deloose – Mariam Toloba (79. Kassandra Missipo), Justine Vanhaevermaet, Jarne Teulings (79. Jassina Blom) – Tessa Wullaert , Hannah Eurlings (64. Elena Dhont) Cheftrainerin: Elísabet Gunnarsdottír ( Island) | Belgien | Aufstellung Spanien gegen Belgien |
| Spanien                                         | 1:0 Putellas (22.) 2:1 Paredes (39.) 3:2 González (52.) 4:2 Caldentey (61.) 5:2 Pina (81.) 6:2 Putellas (86.) | 1:1 Vanhaevermaet (24.) 2:2 Eurlings (50.) | Belgien | Aufstellung Spanien gegen Belgien |
| Spanien                                         | Batlle (79.) | Teulings (28.), Tysiak (41.) | Belgien | Aufstellung Spanien gegen Belgien |
| Spanien                                         | Spieler des Spiels: Alexia Putellas (Spanien) | | Belgien | Aufstellung Spanien gegen Belgien |
| 2. Spieltag                                     | | |         |                                   |
| 7. Juli 2025 um 18:00 Uhr in Thun (Arena Thun)  | | |         |                                   |
| Zuschauer: 7.961                                | | |         |                                   |
| Schiedsrichterin: Katalin Kulcsár ( Ungarn) (3) | | |         |                                   |
| Spielbericht                                    | | |         |                                   |

## Portugal – Italien 1:1 (0:0)
| Portugal                                            | Portugal | Italien | Italien | Aufstellung                        |
| --------------------------------------------------- | --- | --- | ------- | ---------------------------------- |
| Portugal                                            | \| 2. Spieltag \| \| 7. Juli 2025 um 21:00 Uhr in Genf (Stade de Genève) \| \| Zuschauer: 22.713 \| \| Schiedsrichterin: Ivana Martinčić ( Kroatien) (4) \| \| Spielbericht \| | \| 2. Spieltag \| \| 7. Juli 2025 um 21:00 Uhr in Genf (Stade de Genève) \| \| Zuschauer: 22.713 \| \| Schiedsrichterin: Ivana Martinčić ( Kroatien) (4) \| \| Spielbericht \| | Italien | Aufstellung Portugal gegen Italien |
| Portugal                                            | Patrícia Morais – Diana Gomes, Carole Costa, Fátima Pinto – Ana Borges , Andreia Norton (76. Andreia Jacinto), Tatiana Pinto, Kika Nazareth (84. Dolores Silva), Joana Marchão (65. Catarina Amado) – Ana Capeta (65. Jéssica Silva), Diana Silva (84. Telma Encarnação) Cheftrainer: Francisco Neto | Laura Giuliani – Martina Lenzini, Cecilia Salvai, Elena Linari – Lucia Di Guglielmo (76. Elisabetta Oliviero), Manuela Giugliano (59. Giada Greggi), Emma Severini, Lisa Boattin (87. Valentina Bergamaschi) – Arianna Caruso, Cristiana Girelli (87. Barbara Bonansea), Sofia Cantore (59. Michela Cambiaghi) Cheftrainer: Andrea Soncin | Italien | Aufstellung Portugal gegen Italien |
| Portugal                                            | 1:1 Gomes (89.) | 0:1 Girelli (70.) | Italien | Aufstellung Portugal gegen Italien |
| Portugal                                            | Borges (75.) | Giugliano (40.) | Italien | Aufstellung Portugal gegen Italien |
| Portugal                                            | Borges (90.+6') | | Italien | Aufstellung Portugal gegen Italien |
| Portugal                                            | Spieler des Spiels: Cristiana Girelli (Italien) | | Italien | Aufstellung Portugal gegen Italien |
| 2. Spieltag                                         | | |         |                                    |
| 7. Juli 2025 um 21:00 Uhr in Genf (Stade de Genève) | | |         |                                    |
| Zuschauer: 22.713                                   | | |         |                                    |
| Schiedsrichterin: Ivana Martinčić ( Kroatien) (4)   | | |         |                                    |
| Spielbericht                                        | | |         |                                    |

## Italien – Spanien 1:3 (1:1)
| Italien                                               | Italien | Spanien | Spanien | Aufstellung                       |
| ----------------------------------------------------- | --- | --- | ------- | --------------------------------- |
| Italien                                               | \| 3. Spieltag \| \| 11. Juli 2025 um 21:00 Uhr in Bern (Stadion Wankdorf) \| \| Zuschauer: 29.644 \| \| Schiedsrichterin: Iuliana Demetrescu ( Rumänien) (5) \| \| Spielbericht \| | \| 3. Spieltag \| \| 11. Juli 2025 um 21:00 Uhr in Bern (Stadion Wankdorf) \| \| Zuschauer: 29.644 \| \| Schiedsrichterin: Iuliana Demetrescu ( Rumänien) (5) \| \| Spielbericht \| | Spanien | Aufstellung Italien gegen Spanien |
| Italien                                               | Laura Giuliani – Martina Lenzini, Cecilia Salvai (77. Julie Piga), Elena Linari , Lisa Boattin – Elisabetta Oliviero, Manuela Giugliano (77. Emma Severini), Arianna Caruso, Barbara Bonansea (77. Annamaria Serturini) – Sofia Cantore (85. Michela Cambiaghi) – Martina Piemonte (58. Cristiana Girelli) Cheftrainer: Andrea Soncin | Adriana Nanclares – Jana Fernández, Irene Paredes , María Méndez, Leila Ouahabi – Aitana Bonmatí, Patricia Guijarro (87. Maite Zubieta), Alexia Putellas – Athenea del Castillo (58. Vicky López), Salma Paralluelo (76. Esther González), Mariona Caldentey (76. Claudia Pina) Cheftrainerin: Montserrat Tomé | Spanien | Aufstellung Italien gegen Spanien |
| Italien                                               | 1:0 Oliviero (10.) | 1:1 del Castillo (14.) 1:2 Guijarro (49.) 1:3 González (90.+1') | Spanien | Aufstellung Italien gegen Spanien |
| Italien                                               | 100. Länderspiel von Laura Giuliani | | Spanien | Aufstellung Italien gegen Spanien |
| Italien                                               | Spieler des Spiels: Patricia Guijarro (Spanien) | | Spanien | Aufstellung Italien gegen Spanien |
| 3. Spieltag                                           | | |         |                                   |
| 11. Juli 2025 um 21:00 Uhr in Bern (Stadion Wankdorf) | | |         |                                   |
| Zuschauer: 29.644                                     | | |         |                                   |
| Schiedsrichterin: Iuliana Demetrescu ( Rumänien) (5)  | | |         |                                   |
| Spielbericht                                          | | |         |                                   |

## Portugal – Belgien 1:2 (0:1)
| Portugal                                                 | Portugal | Belgien | Belgien | Aufstellung                        |
| -------------------------------------------------------- | --- | --- | ------- | ---------------------------------- |
| Portugal                                                 | \| 3. Spieltag \| \| 11. Juli 2025 um 21:00 Uhr in Sion (Stade de Tourbillon) \| \| Zuschauer: 7.515 \| \| Schiedsrichterin: Tess Olofsson ( Schweden) (6) \| \| Spielbericht \| | \| 3. Spieltag \| \| 11. Juli 2025 um 21:00 Uhr in Sion (Stade de Tourbillon) \| \| Zuschauer: 7.515 \| \| Schiedsrichterin: Tess Olofsson ( Schweden) (6) \| \| Spielbericht \| | Belgien | Aufstellung Portugal gegen Belgien |
| Portugal                                                 | Patrícia Morais – Diana Gomes, Carole Costa , Fátima Pinto – Catarina Amado (46. Lúcia Alves), Andreia Norton (46. Andreia Jacinto), Tatiana Pinto, Kika Nazareth, Joana Marchão (79. Dolores Silva) – Ana Capeta (56. Jéssica Silva), Diana Silva (70. Telma Encarnação) Cheftrainerin: Francisco Neto | Lisa Lichtfus – Jill Janssens (79. Davina Philtjens), Amber Tysiak, Sari Kees, Janice Cayman, Laura Deloose – Mariam Toloba, Justine Vanhaevermaet, Jarne Teulings (79. Elena Dhont) – Tessa Wullaert , Jassina Blom (34. Marie Detruyer) Cheftrainerin: Elísabet Gunnarsdóttir ( Island) | Belgien | Aufstellung Portugal gegen Belgien |
| Portugal                                                 | 1:1 Encarnação (87.) | 0:1 Wullaert (3.) 2:1 Cayman (90.+6') | Belgien | Aufstellung Portugal gegen Belgien |
| Portugal                                                 | Gomes (30.), F. Pinto (90.+1') | Vanhaevermaet (60.), Dhont (89.) | Belgien | Aufstellung Portugal gegen Belgien |
| Portugal                                                 | 100. Länderspiel von Patrícia Morais | | Belgien | Aufstellung Portugal gegen Belgien |
| Portugal                                                 | Spieler des Spiels: Tessa Wullaert (Belgien) | | Belgien | Aufstellung Portugal gegen Belgien |
| 3. Spieltag                                              | | |         |                                    |
| 11. Juli 2025 um 21:00 Uhr in Sion (Stade de Tourbillon) | | |         |                                    |
| Zuschauer: 7.515                                         | | |         |                                    |
| Schiedsrichterin: Tess Olofsson ( Schweden) (6)          | | |         |                                    |
| Spielbericht                                             | | |         |                                    |